# Sidrach Simpson
Sidrach Simpson (vers 1600-1655) est un ministre anglais indépendant, l'un des dirigeants de la faction indépendante de l'Assemblée de Westminster.

## Biographie
Sidrach Simpson vient du Lincolnshire. Il fait ses études de sizar à l'Emmanuel College et au Queens' College de Cambridge .
Après avoir perdu son statut de l'Église d'Angleterre sous William Laud, il passe du temps comme ministre aux Pays-Bas. À l'Assemblée de Westminster il est l'un des «cinq frères dissidents» mettant leurs noms sur la narration apologétique présentée au Parlement le 3 janvier 1644. Les autres membres du groupe sont William Bridge, Jeremiah Burroughs, Thomas Goodwin et Philip Nye, tous d'origine néerlandaise (Burroughs et Simpson ont été tous deux ministres à Rotterdam ), et unis dans une forme de congrégationalisme . Ils sont également dans le groupe des dix, dominé par les Indépendants, condamnant en 1652 le Catéchisme racovien, avec Nye et Bridge, six autres indépendants, John Dury et Adoniram Byfield .
Il devient maître de Pembroke College, Cambridge en 1650, mais dérive dans ses dernières années vers les extrêmes dans ses positions. Il est en même temps recteur à Londres, à St Mary Abchurch, puis à partir de 1653 à St Bartholomew-by-the-Exchange ,. Oliver Cromwell le fait emprisonner pour prédication agressive .